# Pandemonic Incantations
Pandemonic Incantations è il terzo album in studio del gruppo musicale polacco metal Behemoth.

## Il disco
L'album fu registrato tra agosto e settembre del 1997 al Selani Studio e venne mixato nell'ottobre dello stesso anno. È stato pubblicato nel 1998 dalla Solistitium Records, quando i Behemoth erano ancora nel periodo black metal. Una versione rimasterizzata in digipak è stata pubblicata dalla Metal Mind Records con 6 tracce bonus, tra cui 5 tracce live registrate durante il tour europeo a Tolosa il 27 febbraio 1999 e una versione studio di With Spell of Inferno (Mefisto).
Nell'album originale la sesta traccia è seguita da 57 tracce di silenzio. L'outro è nella traccia 66.

## Tracce
Versione originale
- 1. "Diableria (The Great Introduction)" - 0:49
- 2. "The Thousand Plagues I Witness" - 5:16
- 3. "Satan's Sword (I Have Become)" - 4:17
- 4. "In Thy Pandemaeternum" - 4:50
- 5. "Driven by the Five-Winged Star" - 5:05
- 6. "The Past is Like a Funeral" - 6:41
- 7. "The Entrance to the Spheres of Mars" - 4:45
- 8. "Chwała Mordercom Wojciecha (997-1997 Dziesięć Wieków Hańby)" - 4:48
- 66. "Outro" - 0:57

Versione rimasterizzata
- 1. "Diableria (The Great Introduction)" - 0:49
- 2. "The Thousand Plagues I Witness" - 5:16
- 3. "Satan's Sword (I Have Become)" - 4:17
- 4. "In Thy Pandemaeternum" - 4:50
- 5. "Driven by the Five-Winged Star" - 5:05
- 6. "The Past is Like a Funeral" - 6:41
- 7. "The Entrance to the Spheres of Mars" - 4:45
- 8. "With Spell of Inferno (Mefisto)" (Traccia Bonus) - 4:38
- 9. "Chwała Mordercom Wojciecha (997-1997 Dziesięć Wieków Hańby)" - 4:48
- 10. "Diableria (The Great Introduction)" (, live) - 0:29
- 11. "The Thousand Plagues I Witness" (Traccia Bonus, live) - 5:23
- 12. "Satan's Sword (I Have Become)" (Traccia Bonus, live) - 4:35
- 13. "From the Pagan Vastlands" (Traccia Bonus, live) - 3:40
- 14. "Driven by the Five-Winged Star" (Traccia Bonus, live) - 5:08

## Formazione
- Adam "Nergal" Darski - voce, chitarra solista
- Mefisto - basso, seconde voci
- Zbigniew Robert "Inferno" Promiński - percussioni e batteria